# Kidderminster
Kidderminster is een stad in het bestuurlijke gebied Wyre Forest, in het Engelse graafschap Worcestershire. De stad telde 55.530 inwoners bij de volkstelling van 2011. De stad ligt aan de rivier de Stour en het Staffordshire en Worcestershirekanaal. Het eindstation van de toeristische spoorweg Severn Valley Railway bevindt zich in Kidderminster.

## Geboren in Kidderminster
- 1811 - Thomas Helmore, componist en koorleider (overleden 1890)
- 1882 - Walter Nash, politicus, premier van Nieuw-Zeeland (overleden in 1968)
- 1911 - Robert Hamer, filmregisseur (overleden 1963)
- 1931 - Peter Collins, Formule 1-coureur (overleden 1958)
- 1946 - Jess Roden, zanger en gitarist
- 1969 - Mark Birch, gitarist van onder meer Wishbone Ash
- 1972 - Ewan Pearson, houseproducer